# Bela Lugosi
Béla Ferenc Dezső Blaskó, bolje poznan po imenu Bela Lugosi, madžarski igralec, * 20. oktober 1882, Lugoj, Avstro-Ogrska (današnja Romunija), † 16. avgust 1956, Los Angeles, Kalifornija, Združene države Amerike.
Zaslovel je z vlogo grofa Drakule v filmu Drakula leta 1931, poznan pa je tudi po drugih vlogah, predvsem v grozljivkah.

## Življenje in delo
Bil je najmlajši od štirih otrok. Z dvanajstimi leti je pustil šolo in se med letoma 1901 in 1902 začel posvečati igranju. Decembra 1920 je po odsluženem vojaškem roku prispel v New York. Ameriško državljanstvo je pridobil leta 1931. Po nekaj manjših vlogah na Broadwayju je navdušil v vlogi grofa Drakule. Po predstavi mu je bila ponujena tudi vloga v filmu Drakula, ki je bil posnet leta 1931. Kasneje je igral v veliko filmih in je postal ikona takratnega časa ter eden najpomembnejših igralcev. Znan je tudi po prijateljevanju z Edom Woodom, ki velja za najslabšega režiserja vseh časov. Bela je v zadnjem obdobju življenja igral v veliko njegovih filmih. 16. avgusta 1956 je na svojem domu v Los Angelesu umrl zaradi infarkta. Pokopan naj bi bil v kostumu, ki ga je nosil v filmu Drakula.

## Najpomembnejši filmi
- Drakula (1931)
- Beli zombi (1932)
- Črni maček (1934)
- Črni petek (1940)